# Пономаренко, Аркадий Иосифович
Аркадий Иосифович Пономаренко (1903—1963) — советский военный деятель. Участник Гражданской и Великой Отечественной войн. Герой Советского Союза (1945). Полковник.

## Биография
Аркадий Иосифович Пономаренко родился 16 сентября (3 сентября — по старому стилю) 1903 года в уездном городе Житомире Волынской губернии Российской империи (ныне город, административный центр Житомирской области Украины) в семье рабочего. Украинец. Окончил среднюю школу. 10 апреля 1920 года добровольцем вступил в Красную Армию. Воевал на фронтах Гражданской войны за становление Советской власти на Украине. После окончания Гражданской войны остался в армии. В 1929 году окончил Одесскую артиллерийскую школу имени М. В. Фрунзе. В 1939 году поступил в Военную академию имени Ф. Э. Дзержинского. До начала Великой Отечественной войны успел окончить два курса.
В действующей армии майор А. И. Пономаренко с 15 октября 1941 года на Западном фронте. С 23 ноября 1941 года в должности командира 138-го пушечного артиллерийского полка 16-й армии. Участник битвы за Москву на Можайской линии обороны и истринском направлении. В рамках контрнаступления Красной Армии под Москвой полк под командованием майора А. И. Пономаренко участвовал в Клинско-Солнечногорской наступательной операции. При прорыве вражеской обороны в период с 6 по 9 декабря 1941 года артиллеристы Пономаренко уничтожили 1 артиллерийскую и 12 миномётных батарей, 8 пулемётных точек, 19 танков, 37 автомашин с боеприпасами и до батальона немецкой пехоты. Перед началом январского наступления 1942 года под Москвой 138-й пушечный артиллерийский полк был передан в состав 20-й армии Западного фронта. Поддерживая действия 331-й стрелковой дивизии, полк обеспечил прорыв обороны противника на реке Лама в районе населённого пункта Лудина Гора и выход дивизии в район Гжатска. В ходе операции артиллеристами было разрушено 12 ДЗОТов, подавлено 6 пулемётных точек и уничтожено до батальона живой силы неприятеля. За отличие в ходе Московской битвы 128-й пушечный артиллерийский полк 28 апреля 1942 года был преобразован в 67-й гвардейский артиллерийский полк. Аркадий Иосифович был награждён орденом Красного Знамени и произведён в подполковники.
До лета 1943 года 67-й гвардейский пушечный артиллерийский полк участвовал в кровопролитных боях Ржевской битвы. В июне 1943 года он был выведен из состава 20-й армии и переброшен на Брянский фронт, где занял оборону на северном фасе Курской дуги северо-восточнее города Болхова в составе 61-й армии. В преддверии летнего наступления Брянского фронта на Курской дуге гвардии полковник А. И. Пономаренко силами полка провёл эффективную разведку обороны противника на всю её глубину, в результате чего было выявлено до 10 артиллерийских батарей противника, 16 отдельных орудий и миномётов, около 28 ДЗОТов и 8 пулемётных точек. Полученные разведданные обеспечили успех при прорыве вражеской обороны на болховском направлении в районе деревни Крутогорье. 12 и 13 июля 1943 года 67-й гвардейский пушечный артиллерийский полк, ведя огонь прямой наводкой и с закрытых позиций, уничтожил 45 огневых точек противника, разрушил 8 ДЗОТов и подавил 7 артиллерийских батарей. В результате подразделения 61-й армии на этом участке преодолели оборону противника практически без потерь. В ходе дальнейшего наступления, умело маневрируя огнём своего полка, гвардии полковник А. И. Пономарёв обеспечил выполнение боевых задач стрелковыми частями.
15 августа 1943 года 61-я армия была выведена в резерв Ставки Верховного Главнокомандования. 7 сентября она была включена в состав Центрального (с 20 октября 1943 года — Белорусского) фронта и участвовала в Битве за Днепр в рамках Черниговско-Припятской операции. 28 сентября 1943 года 67-й гвардейский артиллерийский полк был введён на плацдарм на правом берегу Днепра, захваченный штурмовыми батальонами 61-й армии, и участвовал в боях по его расширению. За период с 28 сентября по 15 октября 1943 года артиллеристы Пономаренко уничтожили 4 танка и САУ противника, 4 артиллерийские батареи, 21 автомашину с военными грузами, 24 огневые точки, и до 450 солдат и офицеров вермахта, а также подавили огонь ещё 32 артиллерийских батарей. В ходе Гомельско-Речицкой операции 67-й гвардейский пушечный артиллерийский полк поддерживал наступление 12-й гвардейской и 81-й стрелковой дивизий, обеспечив взятие населённых пунктов Глушец, Новая Лутава, Брагин, Хойники и Юровичи, превращённые немцами в сильно укреплённые узлы обороны. Во время Калинковичско-Мозырской операции пушечный артиллерийский полк гвардии полковника А. И. Пономаренко обеспечивал огневую поддержку 12-й и 76-й гвардейских стрелковых дивизий и способствовал взятию населённых пунктов Александровка и Калинковичи. В конце января 1944 года, умело подавляя огневые средства противника, артиллеристы Пономаренко обеспечили форсирование подразделениями армии реки Птичь. В дальнейшем 67-й гвардейский пушечный артиллерийский полк участвовал в Полесской наступательной операции 2-го Белорусского фронта, а затем действовал вдоль правого берега реки Припять на столинском направлении. За отличие в Калинковичско-Мозырской операции 67-му гвардейскому пушечному артиллерийскому полку было присвоено почётное наименование «Калинковичский».
17 апреля 1944 года 61-я армия была подчинена 1-му Белорусскому фронту и начала подготовку к операции «Багратион». 18 июня 1944 года на базе 67-го гвардейского пушечного артиллерийского полка была образована в 38-я гвардейская пушечная артиллерийская бригада. Командиром артиллерийского соединения был назначен гвардии полковник А. И. Пономаренко. Под его руководством бригада участвовала в Люблин-Брестской операции, освобождала города Пинск и Брест-Литовский. За освобождение города Пинска 38-я гвардейская артиллерийская бригада была награждена орденом Красного Знамени. В конце июля 1944 года 61-я армия была выведена в резерв Ставки Верховного Главнокомандования и 13 сентября включилась в Рижскую операцию в составе 3-го Прибалтийского фронта. Бригада гвардии полковника Пономаренко участвовала в освобождении столицы Латвийской ССР города Риги. С 17 октября 1944 года 61-я армия действовала на 1-м Прибалтийском фронте и участвовала в блокаде группы армий «Север» на Курляндском полуострове. 25 декабря 1944 года она вновь вернулась на 1-й Белорусский фронт и была введена на Магнушевский плацдарм.
В январе-феврале 1945 года А. И. Пономаренко участвовал в Варшавско-Познанской операции, а в феврале — апреле 1945 года — в Восточно-Померанской операции. В ходе разгрома немецкой группы армий «Висла» бригада гвардии полковника Пономаренко отличилась при ликвидации хорошо укреплённых узлов немецкой обороны Арнсвальде и Штаргард. Затем оказывала содействие стрелковым подразделениям при взятии города и крепости Массов и города Альтдамма. После завершения операции в Померании 61-я армия вернулась на берлинское направление, заняв в преддверии Берлинской операции позиции в районе города Цеден. Гвардии полковник А. И. Пономаренко особо отличился в боях 17—21 апреля 1945 года при форсировании реки Одер в районе посёлка Хоэнвутцен и прорыве сильно укреплённой линии обороны на её западном берегу. Непрерывно находился на наблюдательных пунктах артиллерийских подразделений своей бригады, Аркадий Иосифович умело организовал артиллерийский огонь по противнику, обеспечив форсирование реки и захват плацдарма штурмовыми батальонами. Вместе со своей бригадой гвардии полковник Пономаренко под огнём противника переправился через Одер, и организовав тесное взаимодействие со стрелковыми частями, отразил две контратаки немцев и подавил узлы их сопротивления. При прорыве вражеской линии обороны артиллеристы Пономарёва оказывали стрелковым частям эффективную огневую поддержку, разрушив 40 ДОТов, подавив 31 артиллерийскую батарею и уничтожив до 300 солдат и офицеров вермахта. Аркадий Иосифович неоднократно проявлял личное мужество, непосредственно находясь на боевых позициях своей бригады.
Сломив сопротивление противника, подразделения 61-й армии обошли Берлин с севера и к 7 мая 1945 года вышли к Эльбе юго-восточнее города Виттенберга. Здесь А. И. Пономаренко и закончил свой боевой путь. Указом Президиума Верховного Совета СССР от 31 мая 1945 года за образцовое выполнение боевых заданий командования на фронте борьбы с немецкими захватчиками и проявленные при этом отвагу и геройство гвардии полковнику Пономаренко Аркадию Ивановичу было присвоено звание Героя Советского Союза. После окончания Великой Отечественной войны Аркадий Иосифович завершил академическое образование, окончив в 1947 году высшие академические курсы. В Советской армии полковник А. И. Пономаренко служил до 1952 года. После увольнения в запас он жил и работал в Краснодаре. 6 апреля 1963 года Аркадий Иосифович скончался. Похоронен на Всесвятском кладбище города Краснодара.

## Награды
- Медаль «Золотая Звезда» (31.05.1945);
- два ордена Ленина (31.05.1945; ??);
- четыре ордена Красного Знамени (22.02.1942; 03.11.1944; 18.06.1945; ??);
- орден Кутузова 2-й степени (25.09.1944);
- орден Александра Невского (14.08.1943);
- орден Отечественной войны 1-й степени (08.05.1944);
- медали.

## Документы
- Общедоступный электронный банк документов «Подвиг Народа в Великой Отечественной войне 1941—1945 гг.» Дата обращения: 25 октября 2012. Архивировано из оригинала 13 марта 2012 года.

Представление к званию Героя Советского Союза. Дата обращения: 25 октября 2012. Архивировано 18 декабря 2012 года.
Указ ПВС СССР о присвоении звания Героя Советского Союза. Дата обращения: 25 октября 2012. Архивировано 18 декабря 2012 года.
Информация из списка награждённых указом Президиума Верховного Совета от 31 мая 1945 года. Дата обращения: 25 октября 2012. Архивировано 18 декабря 2012 года.
Орден Красного Знамени (наградной лист и приказ о награждении от 22.02.1942). Дата обращения: 24 октября 2012. Архивировано 18 декабря 2012 года.
Орден Красного Знамени (наградной лист и приказ о награждении от 18.06.1945). Дата обращения: 25 октября 2012. Архивировано 18 декабря 2012 года.
Орден Кутузова 2-й степени (наградной лист и указ ПВС СССР о награждении). Дата обращения: 25 октября 2012. Архивировано 18 декабря 2012 года.
Орден Александра Невского (наградной лист и приказ о награждении). Дата обращения: 25 октября 2012. Архивировано 18 декабря 2012 года.
Орден Отечественной войны 1-й степени (наградной лист и приказ о награждении). Дата обращения: 25 октября 2012. Архивировано 18 декабря 2012 года.